# Suffolk and South West Norfolk (circonscription du Parlement européen)
Suffolk and South West Norfolk était une circonscription du Parlement européen crée pour l'élection du Parlement européen de 1994 et a cessé d'exister en 1999, en raison de changement dans le mode de scrutin.
Avant l’adoption uniforme de la représentation proportionnelle en 1999, le Royaume-Uni utilisait le système uninominal à un tour pour les élections européennes en Angleterre, en Écosse et au pays de Galles. Les conscriptions du Parlement européen utilisées dans ce système étaient plus petites que les circonscriptions régionales les plus récentes et ne comptaient chacune qu'un seul membre au Parlement européen.

## Limites
Il se composait des circonscriptions parlementaires de Bury St Edmunds, Central Suffolk, Ipswich, South West Norfolk, Suffolk Coastal et Waveney. Le sud-ouest du Norfolk faisait auparavant partie de la circonscription de Norfolk.
L'ensemble de la région est devenu une partie de la circonscription de l'Est de l'Angleterre en 1999.

## Membre du Parlement européen
| Élection                                | Élection | Portrait                                                                 | Membre                                                                   | Parti        |
| --------------------------------------- | -------- | ------------------------------------------------------------------------ | ------------------------------------------------------------------------ | ------------ |
| partie du Suffolk et Norfolk avant 1994 |          |                                                                          |                                                                          |              |
|                                         | 1994     |                                                                          | David Thomas                                                             | Travailliste |
| 1999                                    | 1999     | circonscription abolie, partie de l'Est de l'Angleterre à partir de 1999 | circonscription abolie, partie de l'Est de l'Angleterre à partir de 1999 |              |

## Résultats des élections
Les candidats élus sont indiqués en gras.
| Parti         | Parti                                  | Candidat             | Voix    | %    | ± |
| ------------- | -------------------------------------- | -------------------- | ------- | ---- | - |
|               | Travailliste                           | David Thomas         | 74,304  | 40,5 | ' |
|               | Conservateur                           | Amédée Edward Turner | 61,799  | 33,7 |   |
|               | Libéral Démocrate                      | Richard Atkins       | 37,975  | 20,7 |   |
|               | Green                                  | Tony Slade           | 7,760   | 4,2  |   |
|               | Natural Law                            | Eric Kaplan          | 1,530   | 0,8  |   |
| Majorité      | Majorité                               | Majorité             | 12,535  | 6,8  |   |
| Participation | Participation                          | Participation        | 183,368 | 38,4 |   |
|               | Travailliste vainqueur (nouveau siège) |                      |         |      |   |